# Chony Wenpaserth
Chony Wenpaserth (laotisch: ໂຈນີ້ ແຫວນປະເສີດຳ; * 27. November 2002 in Ban Pha Tang) ist ein laotischer Fußballspieler.

## Karriere

### Verein
Chony Wenpaserth steht seit 2020 beim Ezra FC unter Vertrag. Der Verein aus der Hauptstadt Vientiane spielt in der ersten Liga des Landes, der Lao Premier League. Am Ende der Saison 2024/25 feierte er mit Ezra die laotische Meisterschaft.

### Nationalmannschaft
Chony Wenpaserth spielte neunmal für die laotische U23-Nationalmannschaft. Seit 2021 spielt er für die laotische A-Nationalmannschaft. Sein Debüt für das Nationalteam gab er am 6. Dezember 2021 im Rahmen der Südostasienmeisterschaft im Gruppenspiel gegen Vietnam.

## Erfolge
Ezra FC
- Laotischer Meister: 2024/25